# Orthostigma cratospilum
Orthostigma cratospilum är en stekelart som först beskrevs av Thomson 1895.  I den svenska databasen Dyntaxa används istället namnet Orthostigma cratospila. Orthostigma cratospilum ingår i släktet Orthostigma och familjen bracksteklar. Arten är reproducerande i Sverige. Inga underarter finns listade i Catalogue of Life.